# Waldo Cortés-Acosta
Waldo Cortés-Acosta (Barahona, República Dominicana) es un artista marcial mixto, ex jugador de beisbol y exboxeador profesional dominicano que compite en la división de peso pesado de Ultimate Fighting Championship (UFC), donde desde el 24 de junio de 2025 ocupa el puesto #6 del ranking. Antes de su llegada a UFC, fue campeón de peso pesado en Legacy Fighting Alliance (LFA).

## Primeros años
Antes de incursionar en los deportes de combate, Cortés-Acosta fue jugador de béisbol. Llegó a los Estados Unidos desde Barahona tras firmar como pitcher con los Cincinnati Reds, organización con la que jugó en ligas menores. Sin embargo, su carrera en el béisbol fue interrumpida tras un altercado con miembros del equipo lo que llevó a su expulsión.
Fue entonces, a la edad de 24 años, cuando decidió probar suerte en los deportes de contacto. Inició en el boxeo, donde destacó por su talento natural y poder en los puños, lo que eventualmente lo llevó a transicionar al mundo de las artes marciales mixtas. Desde entonces, se ha convertido en el principal representante dominicano en la UFC, llevando con orgullo la bandera de su país al escenario más alto del MMA mundial.

## Carrera de artes marciales mixtas

### Carrera temprana
Entrenaba en el Tristar Gym junto a Georges St-Pierre y arrancó con dos victorias en las MMA profesional.

### Dana White’s Contender Series
El 2 de agosto de 2022 Acosta enfrentó a Danilo Suzart por un contrato de UFC en Dana White's Contender Series: Temporada 6, Semana 2. Acosta ganó el contrato venciendo a Suzart por nocaut técnico en el primer asalto.

### Ultimate Fighting Championship
Acosta hizo su debut promocional el 29 de octubre de 2022, enfrentándo a Jared Vanderaa en UFC Fight Night 213. Ganó la pelea por decisión unánime.
Acosta enfrentó a Chase Sherman el 19 de noviembre de 2022 en UFC Fight Night 215. Ganó la pelea por decisión unánime.
Acosta enfrentó a Marcos Rogério de Lima el 29 de abril de 2023 en UFC on ESPN: Song vs. Simón. Perdió la pelea por decisión unánime.
Acosta enfrentó a Łukasz Brzeski el 26 de agosto de 2023 en UFC Fight Night 225. Ganó la pelea por KO en el primer asalto.
Acosta enfrentó a Andrei Arlovski el 13 de enero de 2024 en UFC Fight Night 234. Ganó la pelea por decisión unánime.
Acosta enfrentó a Robelis Despaigne el 11 de mayo de 2024 en UFC on ESPN 56. Ganó la pelea por decisión unánime.
Acosta enfrento a Ryan Spann el 15 de marzo de 2025 en UFC Fight Night: Vettori vs. Dolidze 2. Gano la pelea por TKO en el segundo asalto.
Acosta enfrento a Sergey Spivac el 7 de junio de 2025 en UFC 316. Gano la pelea por decisión unánime.

## Campeonatos y logros
- Legacy Fighting Alliance
  - Campeonato vacante de peso pesado de LFA (una vez)[14]

## Récord en artes marciales mixtas
| Récord profesional | Récord profesional | Récord profesional |
| 15 peleas          | 14 victorias       | 1 derrota          |
| ------------------ | ------------------ | ------------------ |
| Nocaut             | 6                  | 0                  |
| Sumisión           | 1                  | 0                  |
| Decisión           | 7                  | 1                  |
| Sin resultado      | 0                  | 0                  |
|                    |                    |                    |

| Resultado | Récord | Oponente               | Método             | Evento                                          | Fecha                   | Ronda | Tiempo | Localización       | Notas                                            |  |
|           |        | Sergey Pavlovich       |                    | UFC Fight Night: Walker vs. Zhang               | 23 de agosto de 2025    |       |        | China, Shanghai    |                                                  |  |
| Victoria  | 14–1   | Sergey Spivak          | Decisión (unánime) | UFC 316                                         | 7 de junio de 2025      | 3     | 5:00   | New Jersey         |                                                  |  |
| Victoria  | 13–1   | Ryan Spann             | TKO (golpes)       | UFC Fight Night: Vettori vs. Dolidze 2          | 15 de marzo de 2025     | 2     | 4:48   | Las Vegas, Nevada  |                                                  |  |
| Victoria  | 12–1   | Robelis Despaigne      | Decisión (unánime) | UFC on ESPN: Lewis vs. Nascimento               | 11 de mayo de 2024      | 3     | 5:00   | San Luis, Misuri   |                                                  |  |
| Victoria  | 11–1   | Andrei Arlovski        | Decisión (unánime) | UFC Fight Night: Ankalaev vs. Walker 2          | 13 de enero de 2024     | 3     | 5:00   | Las Vegas, Nevada  |                                                  |  |
| Victoria  | 10–1   | Łukasz Brzeski         | KO (golpes)        | UFC Fight Night: Holloway vs. The Korean Zombie | 26 de agosto de 2023    | 1     | 3:01   | Kallang            |                                                  |  |
| Derrota   | 9–1    | Marcos Rogério de Lima | Decisión (unánime) | UFC Fight Night: Song vs. Simón                 | 29 de abril de 2023     | 3     | 5:00   | Las Vegas, Nevada  |                                                  |  |
| Victoria  | 9–0    | Chase Sherman          | Decisión (unánime) | UFC Fight Night: Nzechukwu vs. Cuțelaba         | 19 de noviembre de 2022 | 3     | 5:00   | Las Vegas, Nevada  |                                                  |  |
| Victoria  | 8–0    | Jared Vanderaa         | Decisión (unánime) | UFC Fight Night: Kattar vs. Allen               | 29 de octubre de 2022   | 3     | 5:00   | Las Vegas, Nevada  |                                                  |  |
| Victoria  | 7–0    | Danilo Suzart          | TKO (golpes)       | Dana White's Contender Series 2022: Semana 2    | 2 de agosto de 2022     | 1     | 3:40   | Las Vegas, Nevada  |                                                  |  |
| Victoria  | 6–0    | Thomas Petersen        | TKO (golpes)       | LFA 129                                         | 15 de abril de 2022     | 3     | 4:53   | Phoenix, Arizona   | Ganó el campeonato vacante de peso pesado de LFA |  |
| Victoria  | 5–0    | Derrick Weaver         | TKO (golpes)       | LFA 124                                         | 11 de febrero de 2022   | 2     | 0:28   | Phoenix, Arizona   |                                                  |  |
| Victoria  | 4–0    | Mo DeReese             | Decisión (unánime) | Bellator 271                                    | 12 de noviembre de 2021 | 3     | 5:00   | Hollywood, Florida |                                                  |  |
| Victoria  | 3–0    | Jordan Powell          | Decisión (unánime) | RUF 43                                          | 29 de agosto de 2021    | 3     | 5:00   | Phoenix, Arizona   |                                                  |  |
| Victoria  | 2–0    | Edison Lopes           | Sumisión (kimura)  | RUF 42                                          | 31 de julio de 2021     | 1     | 3:12   | Phoenix, Arizona   |                                                  |  |
| Victoria  | 1–0    | Odell Pantin           | KO (golpes)        | Iron Boy MMA 11                                 | 19 de mayo de 2018      | 2     | 1:23   | Phoenix, Arizona   | Debut en peso pesado.                            |  |